# Joan Xiol i Marchal
Joan Xiol i Marchal, de vegades signant com a Xiol Marchal o bé J. X. Marchal (Bilbao, 14 de setembre de 1921 - Barcelona, 1977) va ser un director de cinema i guionista basc que desenvolupà la seva producció artística a Catalunya.
Cursà estudis cinematogràfics a l'Institut des Hautes Études Cinématographiques de París. Ben aviat començà a dirigir curtmetratges a Barcelona, ciutat on va acabar instal·lant-se en 1940. Després de dirigir alguns curts, el 1946 rodà el llarg El castillo de Rochal i a continuació Ramsá (1947), que no s'arribà a estrenar. Posteriorment desenvolupà una filmografia majoritàriament ajustada a produccions de gènere i baix pressupost no exemptes d'oportunisme comercial.

## Filmografia[1][2]
- El castillo de Rochal (1946)
- Ramsá (1947)
- ¿Milagro en la ciudad? (1953)
- Avenida de Roma, 66 (1956)
- La extranjera (1960)
- Sendas cruzadas (1962)
- Cinco pistolas de Texas (1965)
- Río Maldito (1965)
- El hombre de Caracas (1968)
- Horas prohibidas (1968)
- La farsa (1968)
- Las piernas de la serpiente (1970)
- Los farsantes del amor (1972)
- El precio del aborto (1975)
- Sexo, amor y fantasía (1976)
- Señora necesitada busca joven bien dotado (1979)